# 花園 (千葉市)
花園（はなぞの）は、千葉市花見川区の地名。現行行政地名は花園一丁目、花園二丁目、花園三丁目、花園四丁目、花園五丁目。郵便番号は262-0025。

## 概要
花見川区西部に位置し、西で浪花町、北と東で花園町、南で南花園、南西で検見川町と隣接する。

## 世帯数と人口
2022年（令和4年）現在の世帯数と人口は以下の通りである。
| 町丁       | 世帯数  | 人口    |
| ---------- | ------- | ------- |
| 花園一丁目 | 628世帯 | 1,018人 |
| 花園二丁目 | 647世帯 | 1,167人 |
| 花園三丁目 | 679世帯 | 1,372人 |
| 花園四丁目 | 365世帯 | 750人   |
| 花園五丁目 | 315世帯 | 662人   |

## 小・中学校の学区
市立小・中学校に通う場合、学区は以下の通りとなる。
| 番地 | 小学校           | 中学校             |
| ---- | ---------------- | ------------------ |
| 全域 | 千葉市花園小学校 | 千葉市立花園中学校 |

## 交通
- 花園グリーンベルト
- 隣接する南花園に、新検見川駅

## 施設
- 千葉市立花園小学校
- 千葉市立花園中学校